# Micrepeira
Micrepeira es un género de arañas araneomorfas de la familia Araneidae. Se encuentra en América.

## Lista de especies
Según The World Spider Catalog 12.0:
- Micrepeira albomaculata Schenkel, 1953
- Micrepeira fowleri Levi, 1995
- Micrepeira hoeferi Levi, 1995
- Micrepeira pachitea Levi, 1995
- Micrepeira smithae Levi, 1995
- Micrepeira tubulofaciens (Hingston, 1932)
- Micrepeira velso Levi, 1995